# Pont de Žďákov
Le pont de Žďákov (tchèque : Žďákovský most) est un ouvrage d'art qui traverse la Vltava en République tchèque.
À son achèvement il est appelé la merveille technique du monde. C'était en effet le plus grand pont en arc fait d'acier.

## Caractéristiques
Le pont traverse la Vltava au niveau du lac de retenue du barrage d'Orlík, près d'Orlík nad Vltavou. Il est un ouvrage emblématique qui domine toute la Vltava en Bohême-du-Sud.
Le pont de Žďákov, du nom du village voisin inondé lors de la construction du barrage, a une longueur de 540 m. Sa travée est de 330 m de long et sa hauteur de 50 m au-dessus de la rivière. Le poids de l'arche est de 3 100 tonnes et le poids total de l'acier utilisé de 4 116 tonnes.
C'est un passage-clé sur la route qui mène de Tábor à Pilsen. Il se situe à 14 km à l'ouest-nord-ouest de Milevsko et à 11 km à l'est de Mirovice. Il relie les villages d'Orlík nad Vltavou, sur la rive gauche, et de Kostelec nad Vltavou, sur la rive droite de la rivière.

## Histoire
Les premières études pour l'élévation de ce pont en arc et à double articulation ont commencé à être menées en 1941. La construction elle-même n'est lancée qu'en 1958, en même temps que celle du barrage d'Orlik, pour s'achever en 1967. À cette époque, les experts le considéraient comme le plus long pont du monde de ce type. Au XXIe siècle, il ne figure plus parmi les dix premiers, mais détient toujours son record en République tchèque.
En 2001, lors d'un symposium sur les pont à Brno, il s'est vu décerner le prix du « Pont du siècle », dans la catégorie des ponts routiers en acier.
En 1998, des fissures sont détectées dans le tablier et le pont est complètement fermé à la circulation. Les dégâts et leur origine — l'eau pénétrait dans les cavités et le gel faisait éclater les matériaux — sont réparés au bout de deux mois.
L'augmentation du trafic des poids lourds a contraint les autorités, dès le printemps 2010, à n'autoriser le passage sur le pont que des véhicules dont le poids est inférieur à 13 tonnes.
L'ouvrage a fait l'objet de travaux de réparation en 2015-2017.

## Galerie

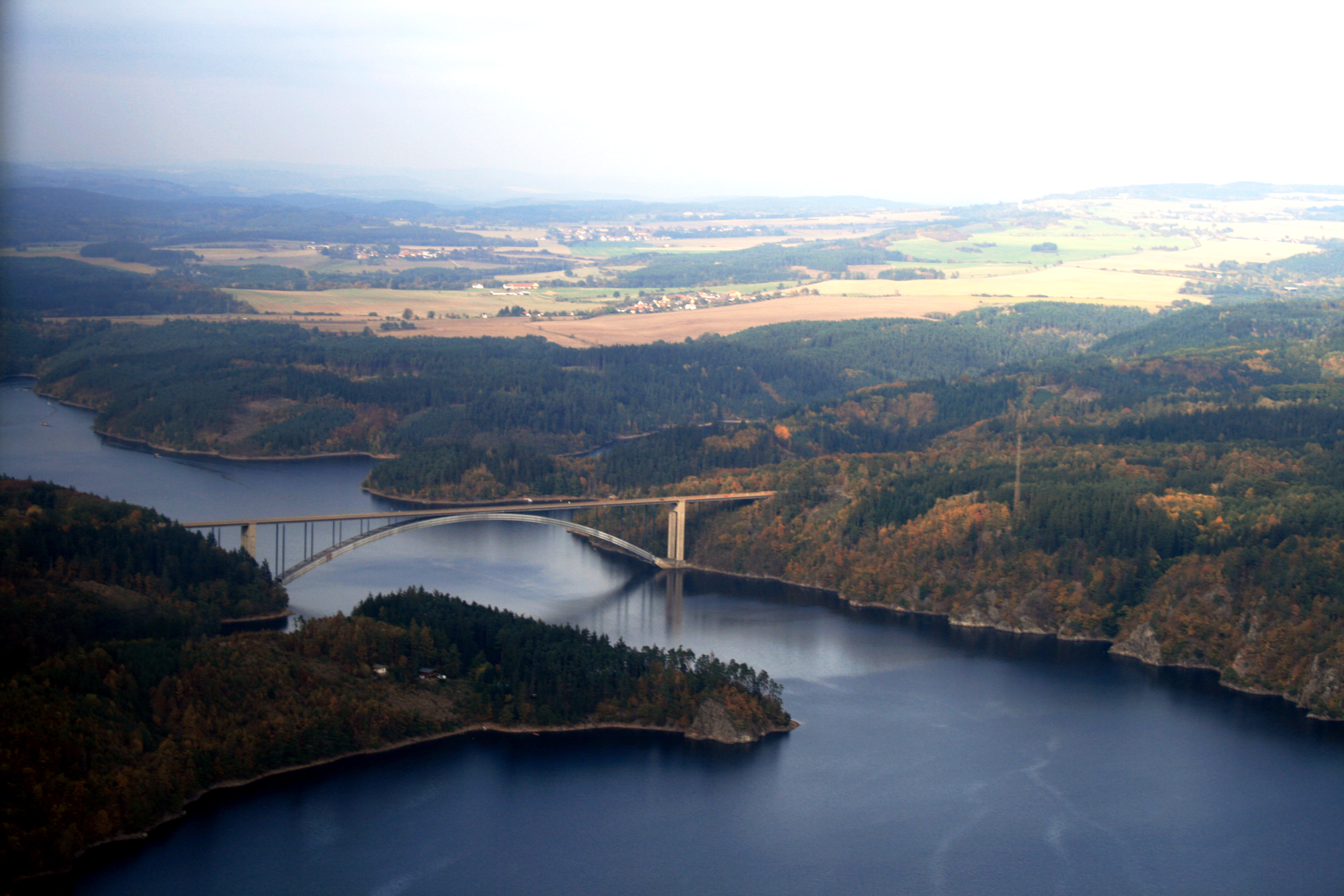
Vue aérienne
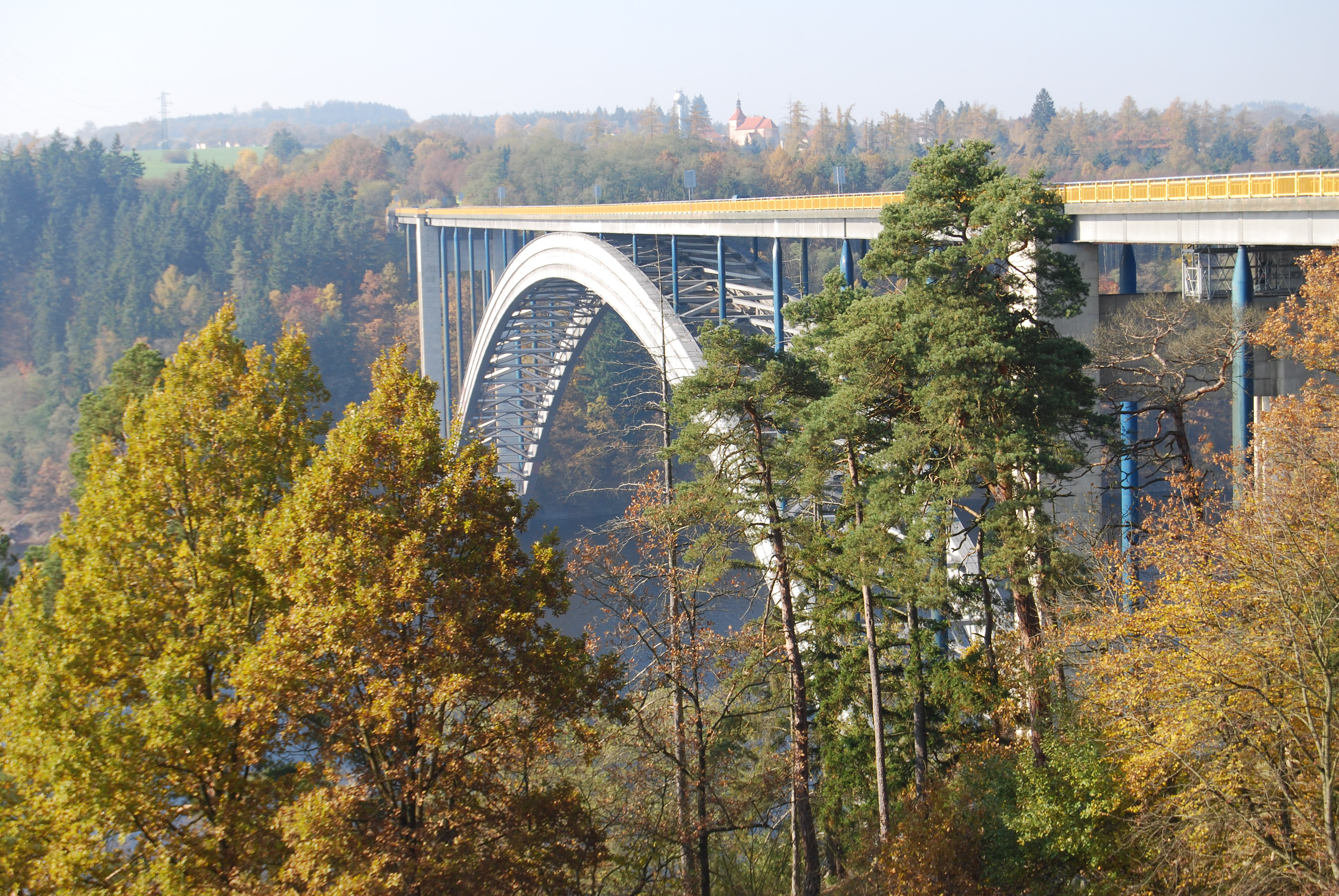
Vue en automne
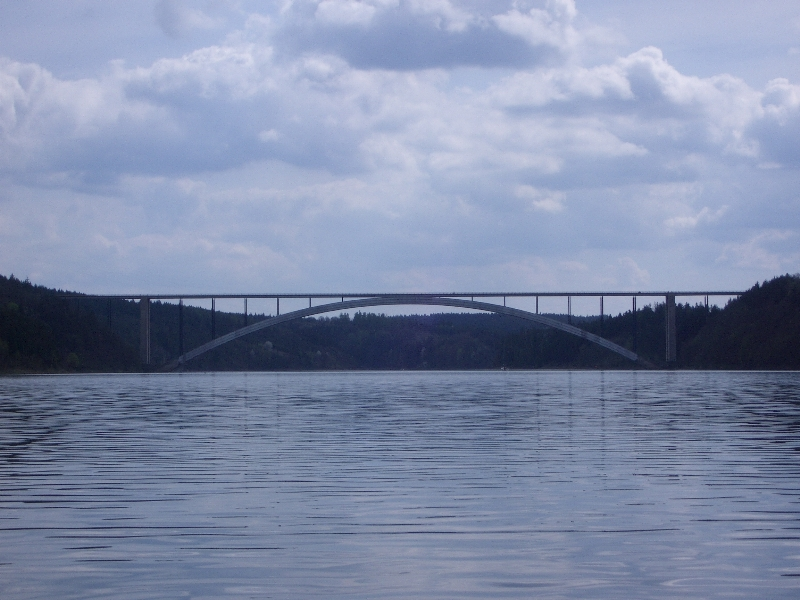
Vue du fleuve depuis Orlík
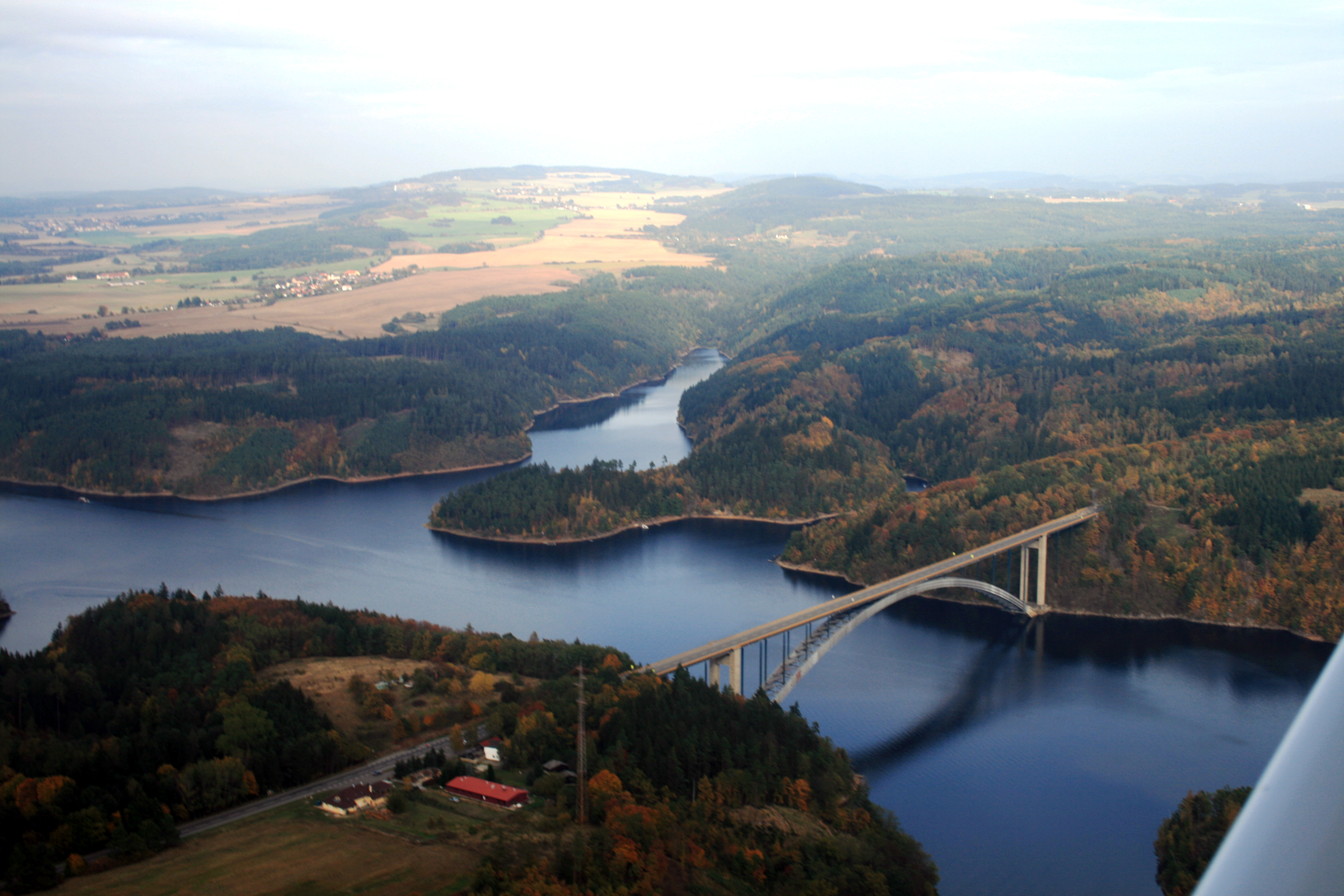
Vue en été